# Хорхе Фусіле
Хо́рхе Сі́ро Фусі́ле Пердо́мо (ісп. Jorge Ciro Fucile Perdomo; нар. 19 листопада 1984 року, Монтевідео, Уругвай) — уругвайський футболіст, захисник збірної Уругваю та португальського клубу «Порту».

## Клубна кар'єра
Фусіле почав кар'єру в 2003 році в клубі «Ліверпуль» з Монтевідео, який незадовго до цього повернувся до Вищого дивізіону уругвайського футболу. 31 серпня 2006 року він перейшов до «Порту» і в першому сезоні провів 18 матчів у чемпіонаті Португалії. Він став чемпіоном Португалії, а потім повторив цей успіх ще двічі, закріпившись в основі клубу. Загалом провів за португальську команду понад 100 голів у Прімейрі.
Влітку 2014 року повернувся на батьківщину, уклавши контракт з клубом «Насьйональ».

## Виступи за збірну
З 2006 року Фусіле постійно викликають до збірної Уругваю. Хорхе взяв участь у Кубку Америки 2007 і в кваліфікаційному турнірі до чемпіонату світу 2010. Згодому був включений до уругвайської збірної на фінальну частину мундіалю-2010.
2014 року брав участь й у фінальній частині тогорічного чемпіонату світу.

## Титули та досягнення
- «Порту»
  - Чемпіон Португалії: 2006-07, 2007-08, 2008-09, 2010-11, 2012-13
  - Володар Кубка Португалії: 2008-09, 2009-10, 2010-11
  - Володар Суперкубка Португалії: 2009, 2010, 2011, 2013
  - Переможець Ліги Європи: 2010-11

- «Сантос»
  - Переможець Ліги Пауліста: 2012
  - Переможець Рекопа Південної Америки: 2012

- «Насьйональ»
  - Чемпіон Уругваю: 2014-15, 2016